# Índex KFC

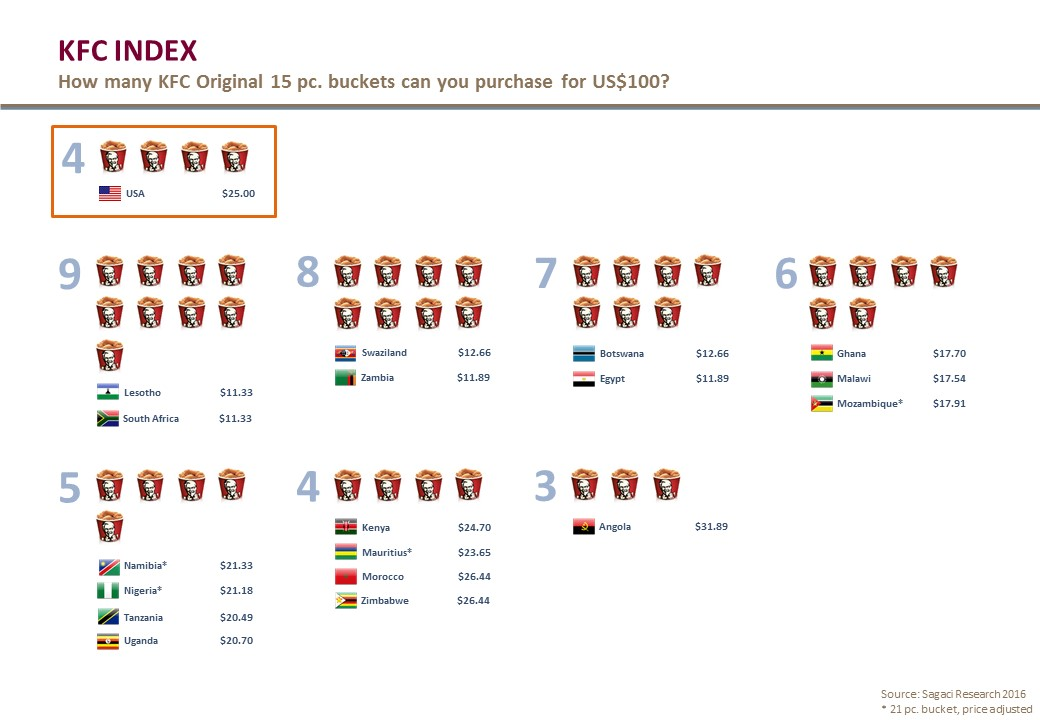
Quantes cistelles de KFC poden ser adquirides per 100$? (Juny 2016)

KFC Index o índex KFC és una guia informal per mesurar la paritat de poder adquisitiu (PPA) comparant tipus de canvi a països africans. Inspirat en l'índex Big Mac la diferència entre tots dos índexs és que l'índex KFC està enfocat exclusivament sobre l'Àfrica. Per contra, la cobertura de l'índex Big Mac és limitada a l'Àfrica a causa de la presència limitada de restaurants McDonald's. Per altra banda, les cadenes de KFC operen gairebé a 20 països arreu del continent.
L'índex de KFC va ser creat per Sagaci Research (una empresa capdavantera en estudis de mercat panafricans) com una manera informal d'avaluar si les monedes en països africans són “correctament valorades”. Es basa en la teoria de paritat de poder adquisitiu (PPA), segons la qual els tipus de canvi tendeixen cap a la ràtio que igualaria els preus d'una cistella idèntica de béns i serveis entre dos països. En aquest cas, els béns són la cistella original de 12 peces KFC. La cistella és geogràficament específica a països africans.
Per exemple, el preu mitjà de 12 peces Original KFC a Amèrica a gener de 2016 era de 20,50 $. En canvi, a Namíbia era només de 13,40 $ al tipus de canvi de mercat. Per això, l'índex declara que el namibià dòlar va ser infravalorat en un 33% en aquell període.

## Inspiració
L'índex pren el seu nom de la cadena de menjar ràpid internacional, Kentucky Fried Chicken (KFC) i modelada en The Economist “Big Mac Index”, el qual cobreix països amb presència de franquícies McDonald (aproximadament 60 països). A l'Àfrica, la cadena McDonald's és present únicament a Sud-àfrica i Egipte. KFC, d'altra banda, té presència en gairebé 20 països; més que qualsevol altra cadena internacional de menjar ràpid i, per tant, un ventall més ampli. L'índex no va ser desenvolupat com un model precís per avaluar el biaix de la moneda respecte al mercat, sinó una eina per a fer la teoria del tipus de canvi més digerible.

## Diferència entre el Big Mac índex i l'índex KFC
A banda de la clara distinció pel que fa al producte (l'índex Big Mac compara el preu d'un Big Mac de McDonald's; l'índex KFC compara una cistella Original de 12 peces de KFC), la diferència més gran és la cobertura geogràfica. L'índex Big Mac cobreix al voltant de 60 països arreu del món, però tan sols inclou dos països d'Àfrica (Egipte i Sud-àfrica). La cobertura de l'índex KFC és de gairebé 20 països a l'Àfrica (més quatre altres països importants: EUA, França, Espanya i Regne Unit), per tal d'aconseguir l'objectiu de seguir monedes a l'Àfrica.

## Limitacions
Igual que en el cas del índex Big Mac, l'índex de KFC no va ser creat per ser un model altament precís per mesurar la PPA i les seves limitacions inclouen factors com la inflació, preferències dietètiques, socio-classificacions econòmiques, nivells de competència i costos locals (p. ex. publicitat, producció i impostos).
La volatilitat de la moneda – especialment en les economies en vies de desenvolupament (en aquest cas tots els països a l'Àfrica), hi ha una probabilitat més alta de volatilitat en les monedes, per tant, dur a terme aquesta anàlisi en una base d'un a tres mesos podria produir canvis significatius i conclusions diferents.
El mercat negre en el canvi de divises pot produir conflictes en els resultats al comparar amb el canvi oficial, ja que hi ha una creixent demanda per dòlars americans en alguns països. Angola i Nigèria són exemples d'aquests tipus de mercats. L'informe produït per Sagaci Research té en compte el tipus de canvi al mercat negre.

## Figures
La publicació a febrer de 2016 indica:
Monedes més sobrevalorades
```
Angola
 72%
 
Angola
```

```
Marroc
 30%
 
Marroc
```

Monedes més infravalorades
```
Sud-àfrica
 -48%
 
Sud-àfrica
```

```
Egipte
 -34%
 
Egipte
```

```
Namíbia
 -32%
 
Namíbia
```